# Ljungsarp
Ljungsarp – miejscowość (tätort) w Szwecji, w regionie administracyjnym (län) Västra Götaland, w gminie Tranemo.
Według danych Szwedzkiego Urzędu Statystycznego liczba ludności wyniosła: 219 (31 grudnia 2015), 213 (31 grudnia 2018) i 211 (31 grudnia 2019).